# Karin Rådström
Karin Elisabeth Rådström, född 22 februari 1979 i Södertälje, är en svensk ingenjör och företagsledare.
Karin Rådström växte upp i Nynäshamn och under sju år i Toronto i Kanada. Hon utbildade sig först på Queen's University i Kingston i Kanada under ett år och därefter till civilingenjör i industriell ekonomi på Kungliga Tekniska högskolan i Stockholm och blev därefter trainee på Scania i Södertälje 2004.  
Rådström var anställd på Scania till 2020. Under sin tid i företaget grundade hon bland annat Scania Östafrika i Nairobi i Kenya, därefter var hon affärsområdeschef för bussar från 2016 och Rådström var slutligen Scanias försäljningsdirektör 2019–2020. 
Rådström blev 2021 medlem i Daimler Truck AG:s ledningsgrupp (Vorstandsmitglied der Daimler Truck AG), med ansvar för regionerna Europa och Latinamerika och för Daimlers lastbilar av märket Mercedes-Benz. Den 1 oktober 2024 utsågs hon till CEO (Vorstandsvorsitzende) för Daimler Truck AG. Hon är andra kvinnan att ensam styra ett företag i tyska DAX-börsindexet.
Karin Rådström är sedan 2024 medlem i Kungliga Ingenjörsvetenskapsakademien (IVA) samt styrelseledamot i Atlas Copco.
Hon var under senare delen av 2000-talet elitidrottare i rodd med tre år i landslaget. Hon är gift med Daniel Rådström och har två barn.